# Ящурка
Ящурка (Eremias) — рід ящірок з родини Ящіркових (Lacertidae). Має 43 види.

## Опис
Сягає загальної довжини 20 см. Колір шкіри темний: від сірого до темно-коричневого. Черево забарвлене світліше. Нижня повіка вкрита дрібною лускою, іноді з напівпрозорим або зовсім прозорим віконцем, яке поділене однією або кількома поперечними перетинками. Черево вкрите гладенькими чотирикутними щитками, які розташовані косими рядками до середньої лінії черева. У деяких представників цього роду черевні черевні щитки розташовані правильними поздовжніми й поперечними рядками.

## Спосіб життя
Полюбляє піщані та глинясті пустелі, кам'янисті передгір'я, сухі трав'янисті степи. Ховається серед трави та у норах гризунів. Живиться комахами та членистоногими.
Це яйцекладні ящірки. відкладається до 7 яєць. За сезон буває до 4 кладок.

## Поширення
Мешкає на Кавказі, у Передній та Центральній Азії, Україні, Росії, Ірані, Пакистані, Афганістані, Китаї, Кореї, Монголії, Африці.

## Види
1. Eremias acutirostris
2. Eremias afghanistanica
3. Eremias andersoni
4. Ящурка монгольська (Eremias argus)
5. Ящурка піщана (Eremias arguta)
6. Eremias aria
7. Ящурка ордоська (Eremias brenchleyi)
8. Ящурка кашгарська (Eremias buechneri)
9. Eremias cholistanica
10. Eremias dzungarica
11. Eremias fahimii
12. Eremias fasciata
13. Ящурка сітчаста (Eremias grammica)
14. Ящурка середня (Eremias intermedia)
15. Eremias isfahanica
16. Eremias kakari
17. Eremias kavirensis
18. Eremias killasaifullahi
19. Ящурка кокшаальська (Eremias kokshaaliensis)
20. Eremias kopetdaghica
21. Eremias lalezharica
22. Ящурка лінійна (Eremias lineolata)
23. Eremias montana
24. Eremias multiocellata
25. Eremias nigrocellata
26. Ящурка Нікольського (Eremias nikolskii)
27. Eremias novo
28. Eremias papenfussi
29. Ящурка перська (Eremias persica)
30. Ящурка закавказька (Eremias pleskei)
31. Ящурка Пржевальського (Eremias przewalskii)
32. Eremias quadrifrons
33. Eremias rafiqi
34. Ящурка таджицька (Eremias regeli)
35. Eremias roborowskii
36. Ящурка смугаста (Eremias scripta)
37. Ящурка Штрауха (Eremias strauchi)
38. Eremias stummeri
39. Eremias suphani
40. Eremias szczerbaki
41. Ящурка швидка (Eremias velox)
42. Eremias vermiculata
43. Eremias yarkandensis